# جهاز تأشير

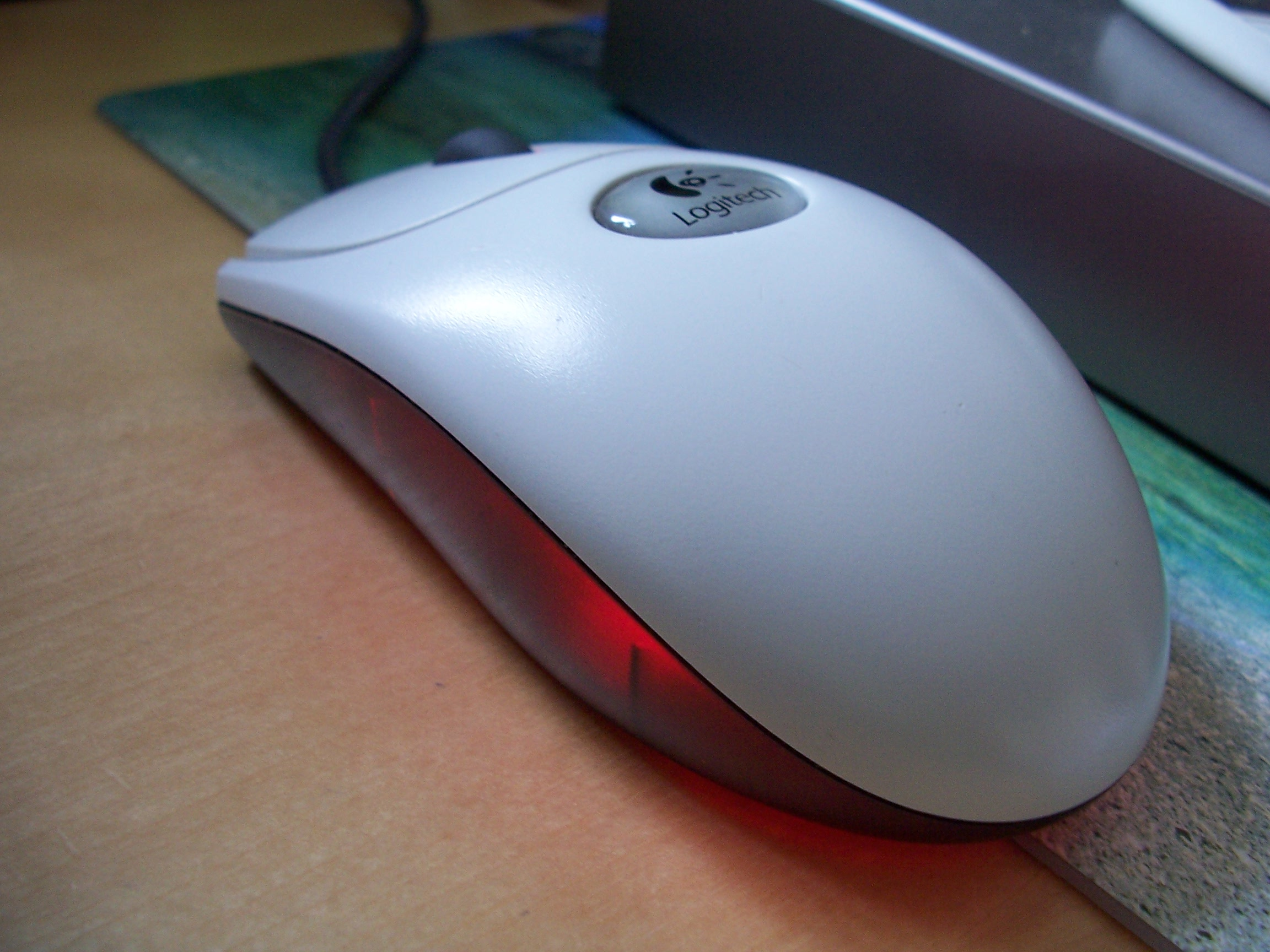
أحد أشكال الفأرة، أشهر أنواع أجهزة التأشير

في مجال الحاسوب والمعلوماتية جهاز التأشير (بالإنجليزية: Pointing Device)، هو نوع من أنواع أجهزة الإدخال يستخدم للتأشير على الكائنات الظاهرة على الشاشة، وعادة ما يكون عن طريق تحريك مؤشر مرئي على الشاشة (يكون غالبا على شكل سهم)، بهدف إصدار أوامر للحاسوب لتنفيذها على الكائن المشار إليه عن طريق الضغط على الأزرار المصاحبة لجهاز التأشير.
تستخدم أجهزة التأشير في التفاعل بين المستخدم وواجهات الاستخدام الرسومية، عن طريق أداء عمليات مثل النقر، النقر المزدوج، أو السحب والإفلات. كذلك فإن أجهزة التأشير تعد ضرورة لا غنى عنها عند استخدام برمجيات الرسم بالحاسوب ومعالجة الصور والتصميم بمساعدة الحاسوب.

## أجهزة التأشير الشائعة

### الأجهزة المعتمدة على تحريك أجزاء مادية

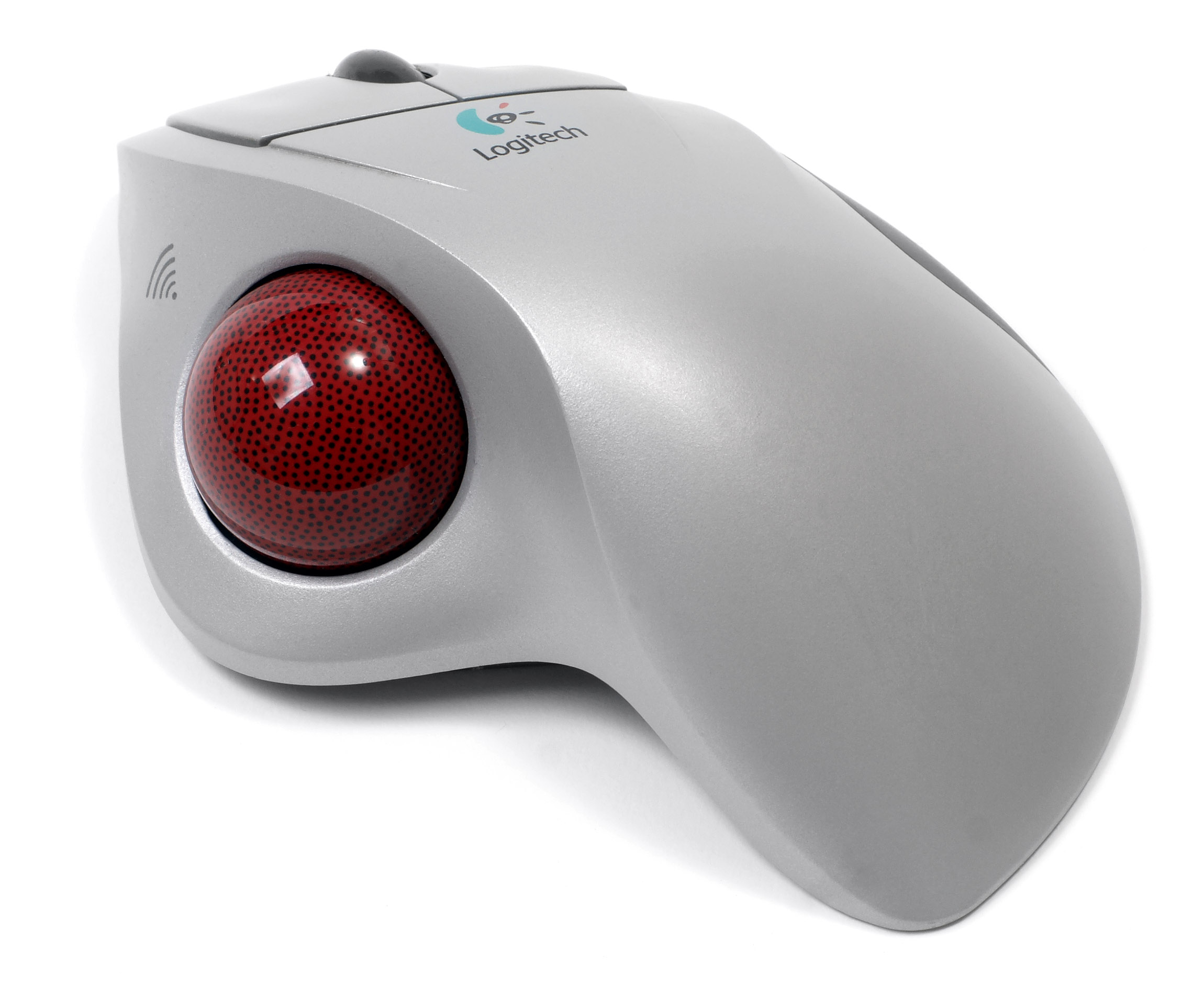
أحد أشكال كرة التتبع

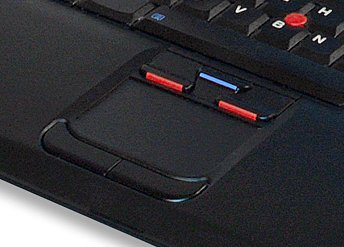
لوحة لمس و نقطة تتبع على حاسب محمول من آي بي إم

#### الفأرة
الفأرة Mouse هي جهاز صغير يمسك بكف اليد (عادة اليمنى)، ويحرك على سطح أفقي مما يتسبب في تحريك المؤشر على الشاشة حسب الاتجاه الذي تحركت فيه الفأرة، وفي أحد أشكال الفأرة (الفأرة الميكانيكية) تستخدم كرة دوارة تركب في أسفل الفأرة، وعند تحريك الفأرة تدور هذه الكرة وتنقل حركتها إلى أجزاء بلاستيكية صغيرة داخل الفأرة عبارة عن قطعتين متعامدتين تدوران تبعا لدوران الكرة الدوارة، وتنقل منها هذه الحركة إلى مجسات خاصة داخل الفأرة ثم تنقل إلى جهاز الحاسوب عبر وسيط سلكي أو لا سلكي، حيث تترجم إلى حركات للمؤشر على الشاشة. وفي أشكال أخرى للفأرة تستخدم الأشعة تحت الحمراء أو ضوء مرئي لاستشعار حركة الفأرة بدلا من استخدام الكرة الدوارة.

#### الفأرة المصغرة
الفأرة المصغرة Mini Mouse هو شكل من أشكال الفأرة بحجم أصغر مصمم خصيصا للأجهزة المحمولة حيث يستخدم الطريقة الضوئية في تتبع الحركة، كما يتصل بالحاسوب عادة بشكل لا سلكي، ويتصل بمنفذ يو إس بي، وبهذا يتميز بتوفيره لطاقة البطارية.

#### كرة التتبع
كرة التتبع TrackBall هي جهاز شبيه بالفأرة الميكانيكية (ذات الكرة الدوارة) إلا أن الكرة الدوارة تكون أعلى الجهاز ويتم تحريكها يدويا وليس عن طريق احتكاكها بسطح أفقي، وبالتالي فإن الجهاز لا يحتاج إلى مساحة الحركة التي تحتاجها الفأرة. وتستخدم في محطات عمل التصميم بمساعدة الحاسوب. كما يوجد كرات تتبع لا سلكية توفر راحة وحرية أكثر للمستخدم عند استخدامها.

#### ذراع الألعاب
ذراع الألعاب Joystick هو ذراع خاص يمسك بقبضة اليد ويستخدم في التحكم في الحركة في ألعاب الفيديو.

#### زر التأشير
زر التأشير أو عصا التأشير Pointing Stick ويسمى في حاسبات آي بي إم المحمولة نقطة التتبع TrackPoint، هو قطعة صغيرة (عادة من المطاط) توضع وسط لوحة المفاتيح (عادة بين مفاتيح الألف، واللام، واللام ألف) وتستخدم في الحاسبات المحمولة ويستخدم معها أحد أصابع اليد في الضغط عليها في الاتجاه المطلوب تحريك المؤشر له. والأزرار المصاحبة عادة ما تكون أسفل مفتاح المسافات.

### الأجهزة المعتمدة على اللمس

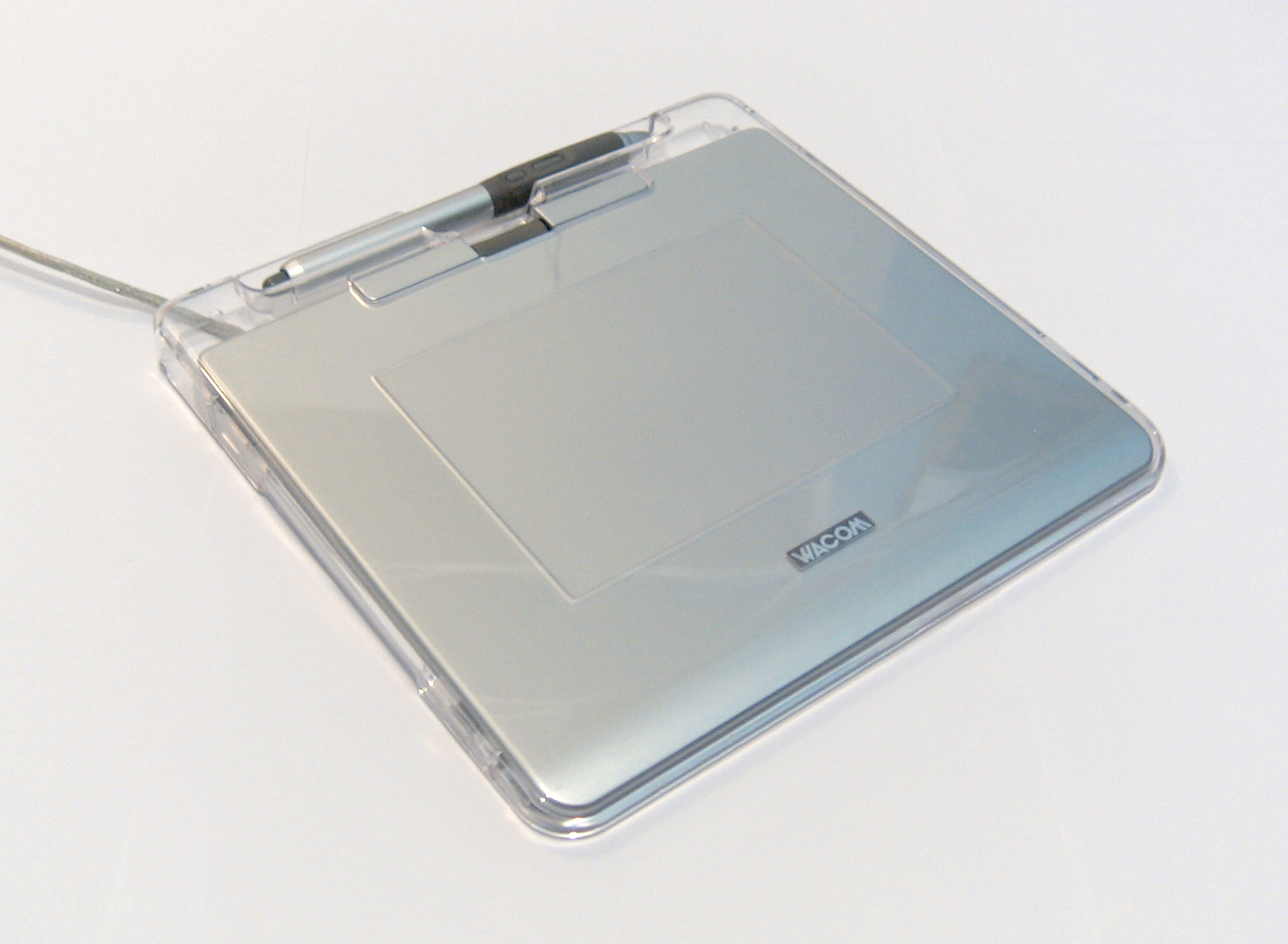
لوحة رسوميات مع قلم التحكم

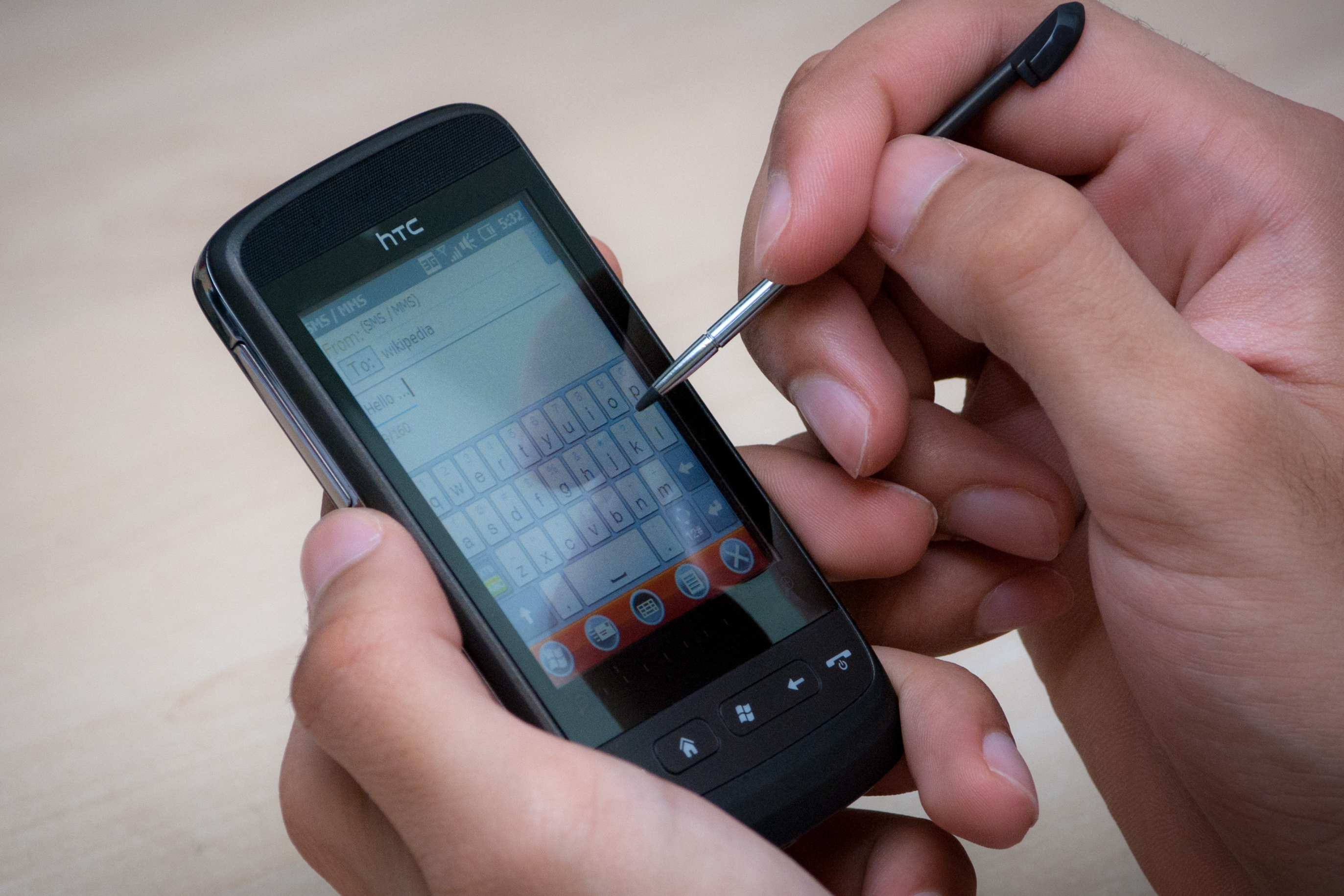
هاتف ذكي أثناء التعامل معه بواسطة القلم الرقمي.

#### لوحة الرسميات
لوحة الرسوميات أو التابلت Graphics Tablet، هي جهاز لوحي شبيه بلوحة اللمس ولكنه يعتمد على استخدام قلم خاص في التحكم به، وتستخدم الأزرار الموجودة في أعلى القلم في إرسال أوامر النقر للحاسوب، وتستخدم بشكل أساسي في الرسم اليدوي ضمن برمجيات الرسوميات.

#### الشاشة الحساسة للمس
الشاشة الحساسة للمس Touchscreen هي جهاز خاص يدمج مع شاشات أجهزة التلفاز، أو شاشات شاشة العرض البلوري السائل لأجهزة الحاسوب المحمول، حيث يتفاعل معه المستخدمون عن طريق الضغط على الأشكال المعروضة على الشاشة إما بأصابعهم أو باستخدام وسيلة مساعدة خاصة.

#### لوحة اللمس
لوحة اللمس Touchpad أو لوحة التتبع Trackpad هي مساحة مسطحة ضمن الأجهزة يمكنها استشعار حركة الأصابع، وتستخدم في الغالب مع أجهزة الحاسبات المحمولة، ويكون معها على الأقل زر واحد ليستخدم في عملية النقر، كما يمكن عادة أداء عمليات النقر والسحب والإفلات والتمرير على لوحة اللمس نفسها، حيث تؤدى الوظائف الإضافية بواسطة الأجزاء القريبة من الحواف.
وتستخدم لوحة اللمس شبكة أقطاب كهربية Electrodes مكونة من طبقتين لاستشعار حركة الأصابع، إحداها تحتوي على شرائط قطبية رأسية لاستشعار الحركة الرأسية، والأخرى على شرائط أفقية لاستشعار الحركة الأفقية.

#### القلم الرقمي
هو أداة على شكل قلم صغير تستخدم في التأشير على شاشات الحاسبات الحساسة للمس والهواتف المحمولة، ولوحات الرسم والأجهزة الذكية.

### أجهزة أخرى
- القلم الضوئي: هو جهاز شبيه بالشاشة الحساسة للمس، ولكنه يستخدم قلما خاصا حساسا للضوء بدلا من استخدام الأصابع، ويعتبر أكثر دقة في الإدخال عبر الشاشة. وعند اتصال طرف القلم بالشاشة فإنه يرسل إلى الحاسوب إحداثيات البكسلات عند نقطة الاتصال. ويمكن استخدامه في الرسم على الشاشة أو الاختيار من بين القوائم، وهو لا يتطلب وجود شاشة لمس إذ يمكن استخدامه مع الشاشة العادية.
- أجهزة تتبع حركة العيون : هي أجهزة تستخدم في تحريك المؤشر بواسطة استشعار حركة عين المستخدم دون أي تدخل يدوي، وتستخدم بشكل أساسي في مساعدة المعاقين على استخدام الحاسوب.
- القلم الرقمي